# Oksana Zubkovs'ka
Oksana Volodymyrivna Zubkovs'ka (in ucraino Оксана Володимирівна Зубковська?; Mena, 15 luglio 1981) è un'atleta paralimpica ucraina specializzata nel salto in lungo e classificata T12 per la sua ipovisione. Fino al 2016 gareggiava anche in competizioni di alto livello con i normodotati, arrivando a conquistare il titolo di campionessa nazionale nel 2014, per poi dedicarsi esclusivamente alle competizioni paralimpiche.

## Biografia
Nata nel 1981, ha un residuo visivo del 5% e ha iniziato a praticare l'atletica leggera nel 1998. Nel 2008 ha conquistato la medaglia d'oro nel salto in lungo T12 ai Giochi paralimpici di Pechino, risultato ripetuto anche ai Giochi di Londra 2012.
Nel 2013 ha vinto la medaglia d'oro, sempre nel salto in lungo T12, ai campionati mondiali paralimpici di Lione. Nel 2014 ha partecipato ai campionati europei di atletica leggera di Zurigo, non riuscendo però a qualificarsi in finale.
Dopo la medaglia d'oro ai mondiali paralimpici di Doha, ha conquistato l'oro anche ai Giochi paralimpici di Rio de Janeiro 2016. Nel 2017 e 2019 sono arrivate per lei altre due medaglie d'oro nel salto in lungo T12 rispettivamente ai mondiali paralimpici di Londra 2017 e Dubai 2019.
Nel 2021 si è laureata campionessa europea ai campionati continentali paralimpici di Bydgoszcz, per poi tornare a vincere la sua quarta medaglia d'oro paralimpica ai Giochi di Tokyo. 
Alle Paralimpiadi di Parigi di tre anni dopo si laurea campionessa paralimpica per la quinta volta in carriera.

## Palmarès
| Anno | Manifestazione       | Sede           | Evento                | Risultato      | Prestazione | Note |
| ---- | -------------------- | -------------- | --------------------- | -------------- | ----------- | ---- |
| 2008 | Giochi paralimpici   | Pechino        | Salto in lungo F12    | Oro            | 6,28 m      |      |
| 2012 | Giochi paralimpici   | Londra         | Salto in lungo F11-12 | Oro            | 6,60 m      |      |
| 2013 | Mondiali paralimpici | Lione          | Salto in lungo T12    | Oro            | 6,51 m      |      |
| 2014 | Europei              | Zurigo         | Salto in lungo        | Qualificazione | 6,22 m      |      |
| 2015 | Mondiali paralimpici | Doha           | Salto in lungo T12    | Oro            | 6,25 m      |      |
| 2016 | Giochi paralimpici   | Rio de Janeiro | Salto in lungo T12    | Oro            | 6,11 m      |      |
| 2017 | Mondiali paralimpici | Londra         | Salto in lungo T12    | Oro            | 6,02 m      |      |
| 2019 | Mondiali paralimpici | Dubai          | Salto in lungo T12    | Oro            | 5,73 m      |      |
| 2021 | Europei paralimpici  | Bydgoszcz      | Salto in lungo T12    | Oro            | 5,57 m      |      |
| 2021 | Giochi paralimpici   | Tokyo          | Salto in lungo T12    | Oro            | 5,54 m      |      |
| 2024 | Giochi paralimpici   | Parigi         | Salto in lungo T12    | Oro            | 5,78 m      |      |

## Campionati nazionali
- 1 volta campionessa ucraina assoluta del salto in lungo (2014)

2000
- 7ª ai campionati ucraini assoluti, salto in alto - 1,75 m

2001
- 5ª ai campionati ucraini assoluti, salto in alto - 1,80 m

2002
- 5ª ai campionati ucraini assoluti indoor, salto in alto - 1,75 m
- 8ª ai campionati ucraini assoluti, salto in alto - 1,75 m

2003
- 4ª ai campionati ucraini assoluti indoor, salto in alto - 1,86 m
- 5ª ai campionati ucraini assoluti indoor, salto in alto - 1,90 m

2004
- 5ª ai campionati ucraini assoluti indoor, salto in lungo - 6,21 m
- Bronzo ai campionati ucraini assoluti indoor, salto in lungo - 6,34 m

2005
- 4ª ai campionati ucraini assoluti indoor, salto in lungo - 6,39 m
- 9ª ai campionati ucraini assoluti, salto in lungo - 6,00 m

2006
- Bronzo ai campionati ucraini assoluti indoor, salto in lungo - 6,42 m
- 4ª ai campionati ucraini assoluti, salto in lungo - 6,60 m

2007
- 4ª ai campionati ucraini assoluti indoor, salto in lungo - 6,26 m
- Bronzo ai campionati ucraini assoluti, salto in lungo - 6,67 m

2012
- 4ª ai campionati ucraini assoluti, salto in lungo - 6,29 m

2014
- Oro ai campionati ucraini assoluti, salto in lungo - 6,61 m

2016
- Argento ai campionati ucraini assoluti, salto in lungo - 6,70 m